# USA 193
USA 193 (również NROL-21) – amerykański wojskowy satelita zwiadu radarowego należący do Narodowego Biura Rozpoznania, wyniesiony na orbitę 14 grudnia 2006, zestrzelony po awarii 21 lutego 2008. Cel i zakres działania satelity były utajnione. Był to pierwszy obiekt wyniesiony na orbitę przez spółkę United Launch Alliance.

## Awaria

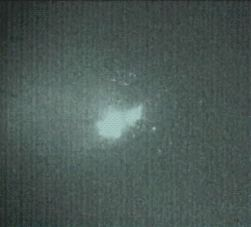
Eksplozja satelity.

W styczniu 2007, około miesiąca po wystrzeleniu na orbitę okołoziemską, media doniosły o awarii komputera i całkowitej utracie kontaktu z jednym z satelitów szpiegowskich, którym był prawdopodobnie USA 193.
W styczniu 2008 ogłoszono, że orbita zagubionego satelity (prawdopodobnie USA 193) stopniowo zmniejsza się (ustalona dnia 2008 na 255 km × 268 km × 58,48° przez obserwatorów-amatorów) i w przeciągu kilku tygodni może dojść do upadku obiektu na powierzchnię Ziemi między 58,5 stopniem szerokości geograficznej północnej i 58,5 szerokości geograficznej południowej. Nie było to zaskoczeniem dla większości obserwatorów-amatorów, którzy od dłuższego czasu przepowiadali takie zachowanie obiektu. Władze amerykańskie poinformowały ponad 80 państw (w tym Polskę) o niebezpieczeństwie kolizji.
14 lutego 2008 amerykańskie władze ogłosiły plany zestrzelenia USA 193 przed wejściem w atmosferę, mając na celu „uniknięcie lub zmniejszenie strat w ludziach”. Ogłoszono, że na pokładzie znajduje się „około tysiąca funtów zamrożonej toksycznej hydrazyny”, która po upadku na ziemię mogłaby doprowadzić do skażenia powierzchni o wielkości „dwóch boisk futbolowych”.
Amerykańska marynarka wojenna przygotowała 3 okręty (krążownik USS „Lake Erie” (CG-70) i niszczyciele USS „Decatur” (DDG-73), USS „Russell” (DDG-59)) z systemem AEGIS BMD, współpracujące ze specjalnie zmodernizowanym morskim radarem Sea-Based X-Band Radar (SBX). Na pokładzie każdego znajdował się pocisk antybalistyczny SM-3 Block IA, w którym specjalnie do tej misji zmodyfikowano oprogramowanie. Na zestrzelenie czekano, aż na Ziemię powróci prom kosmiczny Atlantis. Procedura powiodła się za pierwszą próbą. 21 lutego 2008, około godz. 03:26 GMT (4:26 czasu polskiego) antyrakieta SM-3 wystrzelona z pokładu krążownika USS „Lake Erie” trafiła satelitę na wysokości 247 km. Satelita rozpadł się na mniej niż 80 części, które w ciągu 24 godzin miały całkowicie spłonąć w atmosferze. Akcja zniszczenia satelity była spowodowana też chęcią zachowania tajemnicy wojskowej USA, i była kierowana osobiście przez sekretarza obrony USA Roberta Gatesa. Jej koszt wyniósł 60 milionów dolarów.

## Doniesienia w mediach
Zanim jeszcze USA ogłosiły zamiar zestrzelenia satelity, w mediach poświęcono mu stosunkowo więcej uwagi, niż miało to zwykle miejsce dla innych tego typu opadających obiektów. New York Times, cytując Gordona Johndroe’a podał, że w ciągu ostatnich pięciu lat z orbity spadło 328 satelitów.
Rosja sugerowała, że USA wykorzystały powrót USA-193 do sprawdzenia możliwości zestrzeliwania satelitów bronią antybalistyczną, a sam satelita nie stanowi zagrożenia dla nikogo. Chiny wytknęły natomiast na zorganizowanej konferencji prasowej „niebezpieczne kosmiczne ambicje USA”, które mogą stanowić zagrożenie dla innych państw świata. Dodatkowo przypomniano, że USA ostro skrytykowało Chiny, za zestrzelenie swojego satelity w styczniu 2007.

## Galeria

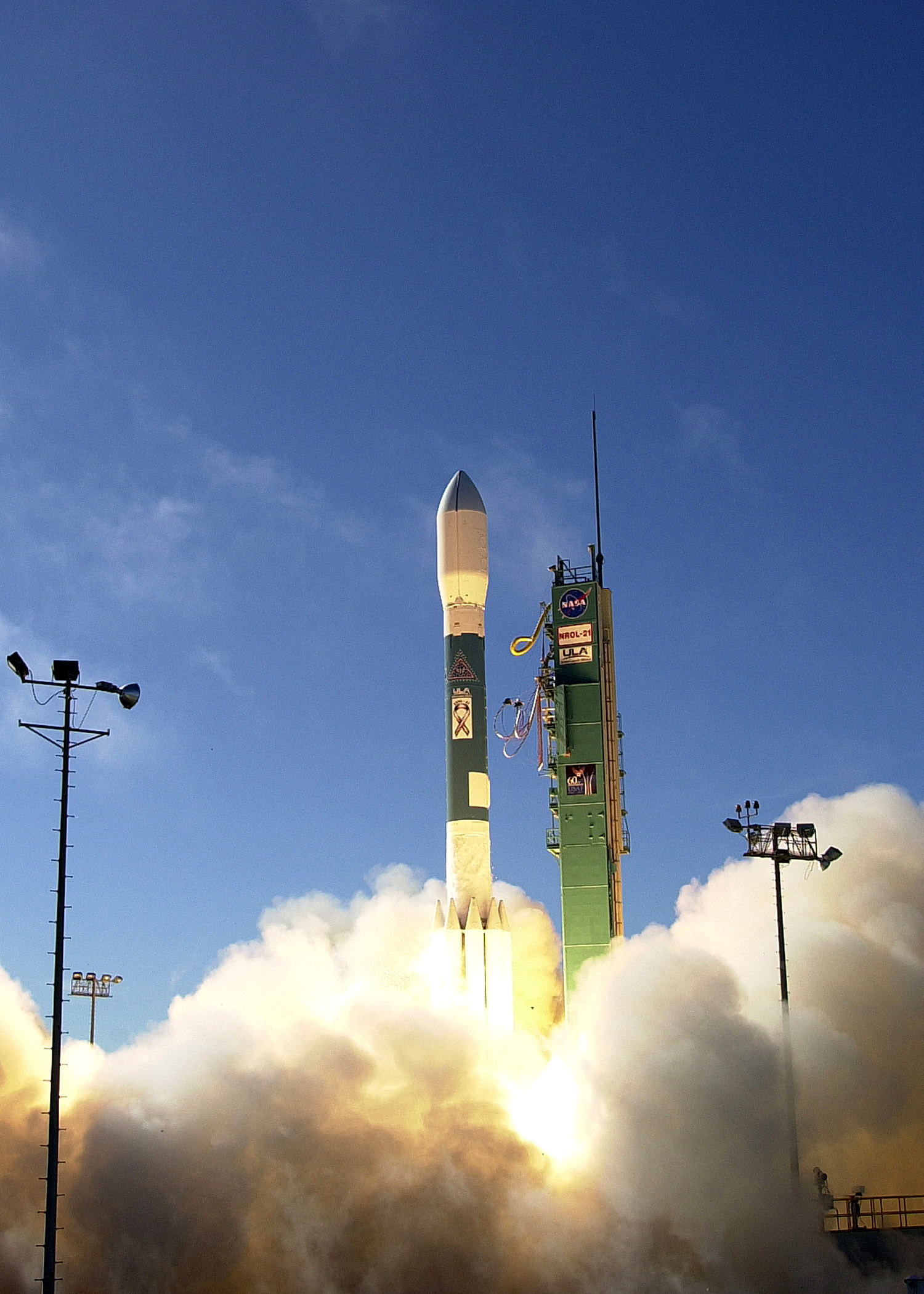
Start rakiety nośnej Delta II z USA 193 na pokładzie.
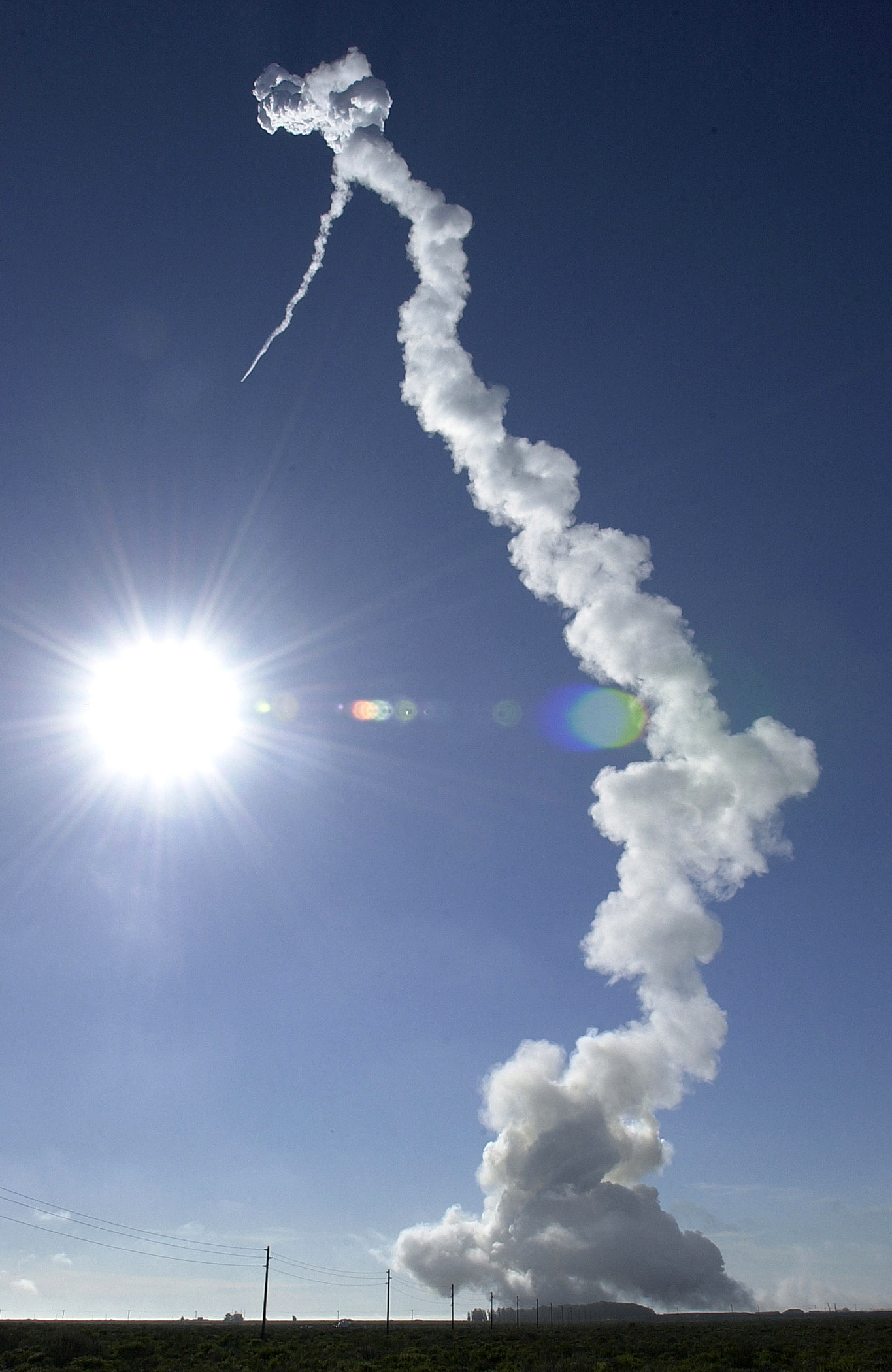
Start rakiety nośnej Delta II z USA 193 na pokładzie.
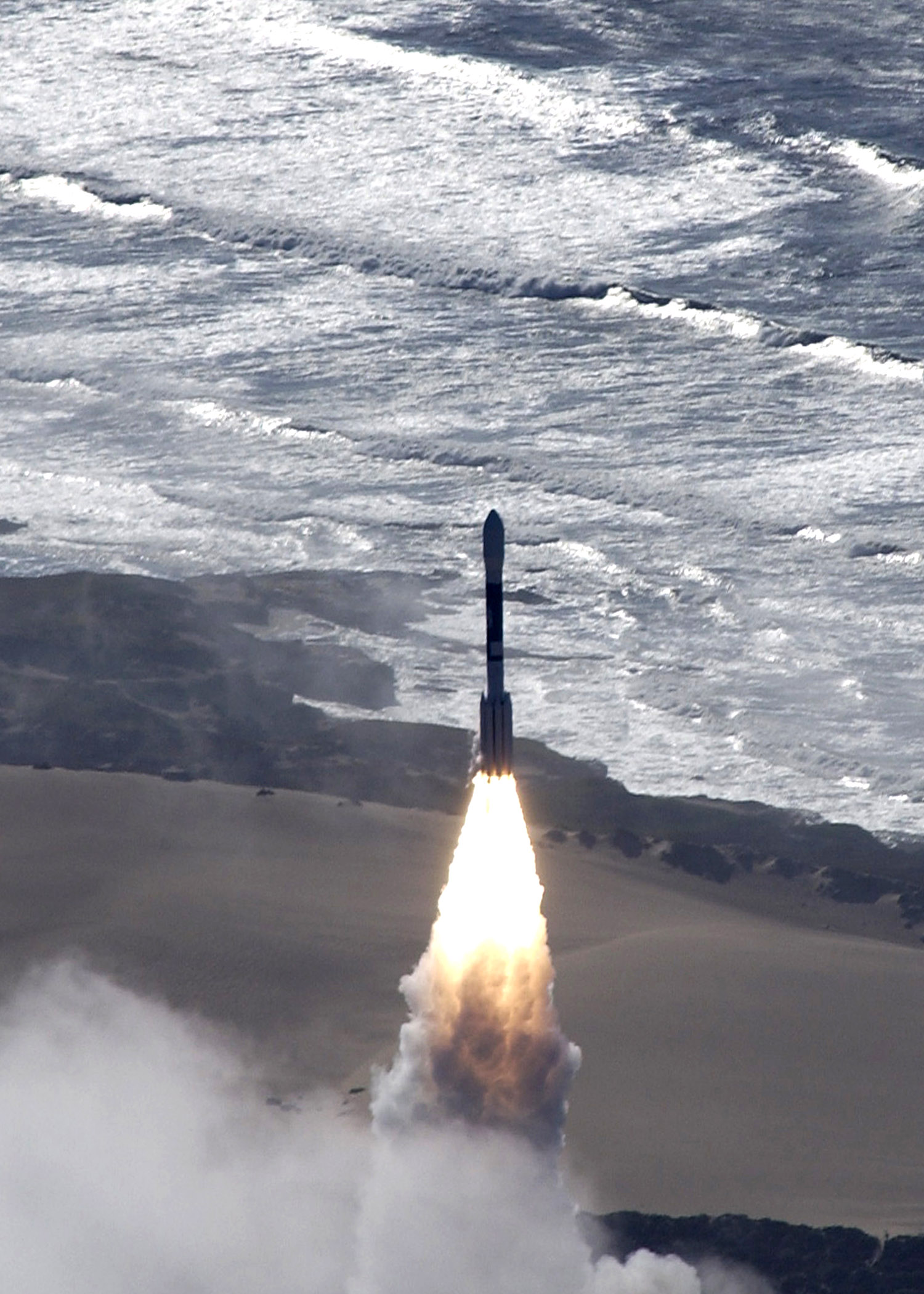
Rakieta Delta II z USA 193 na pokładzie.
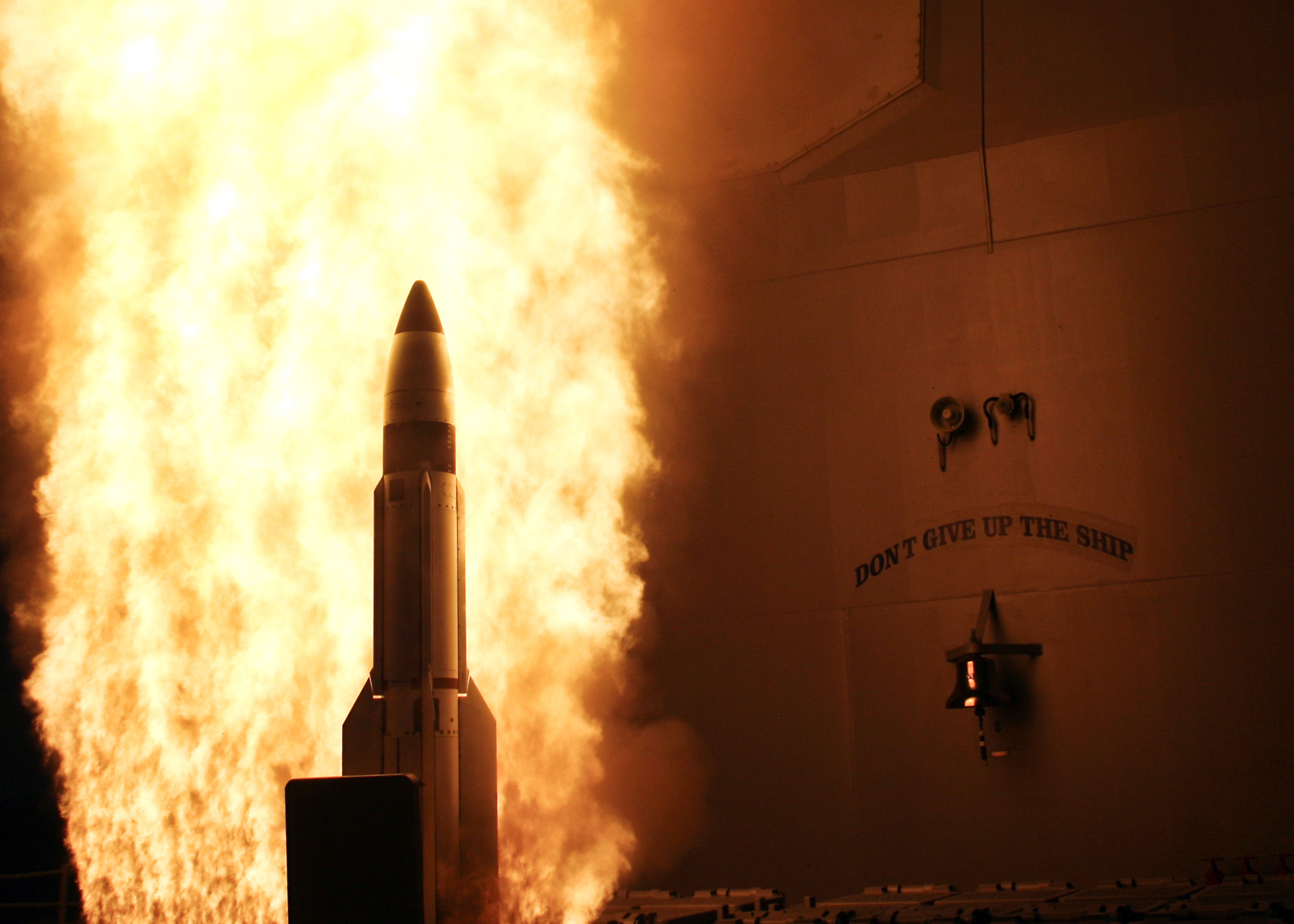
Start pocisku SM-3 z krążownika USS „Lake Erie”.
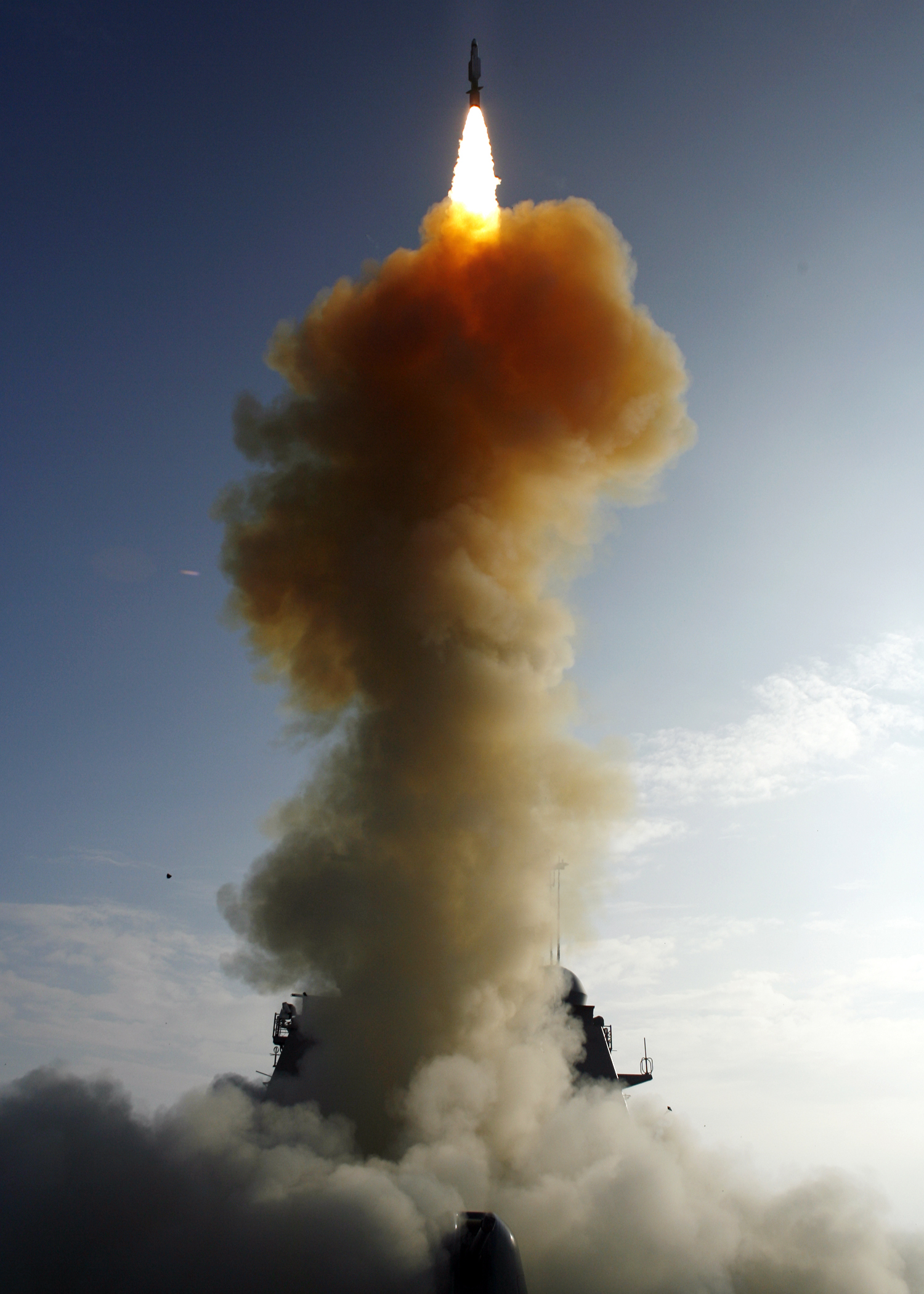
Start rakiety SM-3 z krążownika USS „Lake Erie”.